# 憲政公民團
憲政公民團，台灣民間組織，前身為憲法133實踐聯盟，在2013年由馮光遠等人所發起成立，目的是實踐《中華民國憲法》第133條所明訂之「罷免權」。2013年8月20日，拜會立法院，要求各黨立法委員針對「核四停建及公投」、「服貿協議」、「土地徵收」、「不依馬意，以民意為依歸」等四項訴求簽署承諾書，作為聯盟罷免案名單之參考。至截止日為止，民主進步黨以立法院黨團名義簽署，台灣團結聯盟立委許忠信以個人名義簽署；此外，中國國民黨籍立委林國正也以個人名義做出回應，但並未承諾簽署。8月25日，聯盟正式以國民黨籍立委吳育昇作為第一個目標開始罷免行動，台聯與民進黨均表達支持立場。在罷免吳育昇行動宣告失敗後，聯盟於2014年3月5日改組並更名為憲政公民團。

## 主要參與者
- 馮光遠（給我報報社長）
- 彭明輝（清華大學榮譽退休教授）
- 南方朔（作家）
- 柯一正（導演）
- 文魯彬（環保法律人）
- 林生祥（音樂工作者）
- 黃國昌（未列名於原始發起人名單，但之後以「頭號志工」名義於活動中發表多次談話）

## 罷免吳育昇行動
根據2012年新北市第一選區（淡水、泰山、林口、石門、八里、三芝）立委有選舉權之人數約29萬，提出罷免第一階段連署人數須達2%，也就是5,800人；第二階段的門檻則需13%，約37,700人。

### 罷免理由
1. 悍然放行毒牛
2. 縱容油電雙漲
3. 擁核危害後世
4. 共毀公視幫兇
5. 力挺媒體壟斷
6. 媚共欺侮台商
7. 阻修集遊惡法
8. 無視生態浩劫
9. 全力護航綠卡

### 第一階段
11月4日，憲法133實踐聯盟宣告達成第一階段目標，將6,000份「連署提議書」送往中央選舉委員會
。經審查後當中1,008份遭刪除，未說明詳細理由，「憲法133實踐聯盟」部份成員隨後立即補回1,400多份提議書往中選會補件。中央選舉委員會於報導同日發佈了新聞稿說明理由。
12月26日，中選會確認原提議人數6,012人，不符合規定人數1,008人。經補件1,448人後，最後查對符合規定的提議人數合計6,151人，已達法定提議人人數。

### 第二階段
第二階段於2014年1月2日，憲法133實踐聯盟至中選會領表後正式開跑，依照公職人員選舉罷免法規定，必須在30天內完成。2014年2月1日，在第二階段罷免需要的13%法定選舉人連署書門檻為35,782份，但是因為截至法定期限仍相差1,686份連署書的狀態下，罷免吳育昇失敗。

### 後續
在罷免失敗後，中選會曾發函至新北市選舉委員會，要求查明憲法133實踐聯盟是否有「宣傳罷免之實」，若屬實將處予10萬到100萬罰鍰，引起聯盟志工黃國昌的不滿，質疑中選會是秋後算帳。
2014年3月太陽花學運期間，網友發起了割闌尾計畫，吳育昇再次被列名在罷免名單中，並完成第一階段提議作業，但第二階段連署並未送件。
2014年7月23日，在罷免吳育昇行動中，第一階段罷免連署的提議人王小姐等三人，被士林地檢署以「偽造文書」罪名傳喚，台聯及割闌尾計畫團隊為此事開記者會聲援並批評吳育昇作法。
2015年5月，罷免行動主要參與人馮光遠，宣佈代表時代力量在新北市第一選區參選立委，並表示：「如果我不能藉著『罷免』拉下一個惡質立委，那我就儘量用『選舉』讓這個人2016年進不了國會」。